# Уэбстер, Клара
Клара Вестрис Уэ́бстер (англ. Clara Vestris Webster; 1821, Бат, Сомерсет — 17 декабря 1844, Вестминстер, Большой Лондон) — британская балерина.
Родилась в 1821 году в городе Бат, графство Сомерсет. Обучалась у своего отца Бенджамина Уэбстера, который в свою очередь был учеником хореографа Огюст Вестриса в честь которого Клара получила своё второе имя. В 1830 году дебютировала на сцене Королевского театра в Бате. Отличалось высоким уровнем элевации за что сравнивалась с австрийкой Фанни Эльслер и итальянской балериной Фанни Черрито.
17 декабря 1844 года получила смертельные ожоги на сцене театра Друри-Лейн после того, как загорелось её платье. Похоронена на лондонском кладбище Кенсал-Грин.